# Midjivin
Midjivin (ou Mijivin) est un canton et une localité (Midjivin-Didao) du Cameroun dans la commune de Kaélé, le département du Mayo-Kani et la Région de l'Extrême-Nord, à proximité de la frontière avec le Tchad. 

## Population
En 1970 le village de Midjivin (ou Didao) comptait 1 285 habitants, des Guiziga et des Moundang. À cette date il disposait d'un centre de santé commercial, d'une école publique à cycle complet et d'une mission catholique. Un marché hebdomadaire s'y tenait le mercredi.
Lors du recensement de 2005, 18 520 personnes ont été dénombrées dans le canton et 2 050 à Midjivin-Didao.

## Infrastructures
Midivin est doté d'un lycée public général qui accueille les élèves de la 6e à la Terminale.